# Arquivo Nobiliárquico Brasileiro

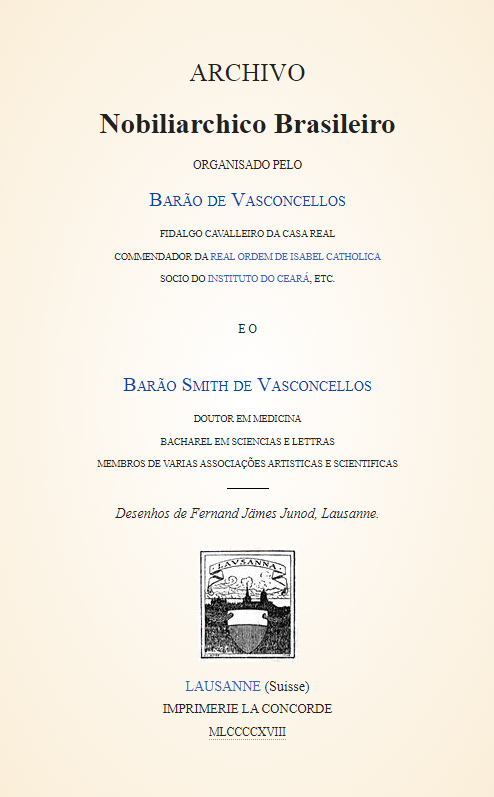
Capa do Arquivo Nobiliárquico Brasileiro, 1918

O Arquivo Nobiliárquico Brasileiro (na ortografia da época: Archivo Nobiliarchico Brasileiro) é um livro editado em 1918 em Lausana (Suíça), cujos autores são os luso-brasileiros Rodolfo Smith de Vasconcelos, segundo barão de Vasconcelos, e seu filho, Jaime Smith de Vasconcelos, terceiro barão de Vasconcelos.
O Arquivo Nobiliárquico Brasileiro é a publicação pioneira na divulgação completa dos títulos nobiliárquicos brasileiros. Com ilustrações heráldicas por Fernando James Junod, apresenta também os desenhos de todos os brasões concedidos no período imperial brasileiro, e que foram devidamente registrados no Cartório da Nobreza.
A obra é dedicada "A Sua Alteza Imperial o Senhor Dom Luiz de Orléans Bragança".
Diversas outras publicações, como os anuários e revistas editados pelo Instituto Genealógico Brasileiro de São Paulo e alguns artigos escritos por Laurênio Lago para o anuário do Museu Imperial de Petrópolis, acrescentaram uma expressiva série de correções, atualizações e ampliações aos dados originais do Arquivo Nobiliárquico.